# Ndzouani
Ndzouani är en ort i Komorerna.   Den ligger i distriktet Grande Comore, i den västra delen av landet, 30 km sydost om huvudstaden Moroni. Ndzouani ligger 357 meter över havet och antalet invånare är 160. Den ligger på ön Grande Comore.
Terrängen runt Ndzouani är kuperad åt nordväst, men åt sydost är den platt. Havet är nära Ndzouani åt sydost.  Närmaste större samhälle är Foumbouni, 4,5 km norr om Ndzouani. 